# Świna
La Świna (en allemand Swine) est un bras de mer qui relie, en Pologne, dans le sud-ouest de la mer Baltique, la baie de Poméranie à la lagune de Szczecin et sépare les îles de Usedom et de Wolin. Elle évacue 75 % de l'eau de la lagune.
À  la fin du XIXe, sous l'empire allemand, un canal de contournement de sa partie sud-est difficilement navigable fut creusée, le Kaiserfahrt (chemin de l'Empereur), renommé Kanał Piastowski après la Seconde guerre mondiale quand la région est devenue polonaise (canal de Piast en français).

## Source
- (en) Cet article est partiellement ou en totalité issu de l’article de Wikipédia en anglais intitulé « Świna » (voir la liste des auteurs).